# Эльструп, Ларс
Ларс Даль Э́льструп (дат. Lars Dahl Elstrup; род. 24 марта 1963, Робю, Раннерс) — датский футболист, победитель чемпионата Европы 1992 года в Швеции.

## Карьера
Эльструп родился в деревушке Робю. Профессиональную карьеру он начал в «Раннерсе Фрея». Там он стал хорошим нападающим, и в 1986 году перешёл во флагман датского футбола — «Брондбю». Уже после семи игр в «Брондбю» молодого игрока заметили в нидерландском «Фейеноорде».
В Нидерландах Эльструп забил лишь девять голов и вернулся в Данию — в «Оденсе». В 16 играх он забил 14 голов. После этого на игрока обратил внимание главный тренер датской сборной Зепп Пионтек и пригласил его в сборную. Ларс прекрасно дебютировал, забив два гола в ворота Швеции.
В 1989 году Эльструпа за рекордные для клуба 850 000 фунтов стерлингов купил «Лутон Таун». В 1991 году он забил 18 голов за клуб и помог «Лутону» остаться в высшем дивизионе.
После этого Эльструп вернулся в Данию и снова стал играть за «Оденсе».
В 1992 году наступил «звездный час» форварда — он был включён в заявку на Евро-1992. Там он не рассматривался как игрок основного состава, но 17 июня вышел на замену в третьем матче группового турнира с Францией и забил решающий гол для своей команды, подставив ногу под несильный прострел. Также он вышел на замену и в полуфинальном матче против Голландии и забил один из послематчевых пенальти.
В 1993 году Эльструп неожиданно вступает в секту «Дикие гуси», принимает имя «Дикая река» и бросает футбол. Несколько лет он проводил в медитациях. Затем он неоднократно пытался покончить с собой. В 1999 году Эльструпа арестовывают за неприличное поведенние (эксгибиционизм). За это Эльструп был исключён из секты.
В январе 2000 года Эльструп сделал попытку вернуться в профессиональный футбол, начав тренировки в составе «Оденсе». Однако вскоре он покинул команду после того, как клуб отказался оплачивать его работу во время тренировочного периода. Живёт в Виссенбьерге.

## Статистика

### Матчи Эльструпа за сборную Дании
| Матчи Эльструпа за сборную Дании | Матчи Эльструпа за сборную Дании | Матчи Эльструпа за сборную Дании | Матчи Эльструпа за сборную Дании | Матчи Эльструпа за сборную Дании | Матчи Эльструпа за сборную Дании |
| -------------------------------- | -------------------------------- | -------------------------------- | -------------------------------- | -------------------------------- | -------------------------------- |
| №                                | Дата                             | Соперник                         | Счёт                             | Голы Эльструпа                   | Соревнование                     |
| 1                                | 31 августа 1988                  | Швеция                           | 2:1                              | 2                                | Товарищеский матч                |
| 2                                | 14 сентября 1988                 | Англия                           | 0:1                              | —                                | Товарищеский матч                |
| 3                                | 28 сентября 1988                 | Исландия                         | 1:0                              | —                                | Товарищеский матч                |
| 4                                | 19 октября 1988                  | Греция                           | 1:1                              | —                                | Чемпионат мира 1990 (отбор)      |
| 5                                | 2 ноября 1988                    | Болгария                         | 1:1                              | 1                                | Чемпионат мира 1990 (отбор)      |
| 6                                | 8 февраля 1989                   | Мальта                           | 2:0                              | 1                                | Товарищеский матч                |
| 7                                | 10 февраля 1989                  | Финляндия                        | 0:0                              | —                                | Товарищеский матч                |
| 8                                | 12 февраля 1989                  | Алжир                            | 0:0                              | —                                | Товарищеский матч                |
| 9                                | 12 апреля 1989                   | Канада                           | 2:0                              | 1                                | Товарищеский матч                |
| 10                               | 7 июня 1989                      | Англия                           | 1:1                              | 1                                | Товарищеский матч                |
| 11                               | 14 июня 1989                     | Швеция                           | 6:0                              | 2                                | Товарищеский матч                |
| 12                               | 18 июня 1989                     | Бразилия                         | 4:0                              | —                                | Товарищеский матч                |
| 13                               | 23 августа 1989                  | Бельгия                          | 0:3                              | —                                | Товарищеский матч                |
| 14                               | 15 ноября 1989                   | Румыния                          | 1:3                              | —                                | Чемпионат мира 1990 (отбор)      |
| 15                               | 10 октября 1990                  | Фарерские острова                | 4:1                              | 1                                | Чемпионат Европы 1992 (отбор)    |
| 16                               | 17 октября 1990                  | Северная Ирландия                | 1:1                              | —                                | Чемпионат Европы 1992 (отбор)    |
| 17                               | 14 ноября 1990                   | Югославия                        | 0:2                              | —                                | Чемпионат Европы 1992 (отбор)    |
| 18                               | 9 апреля 1991                    | Болгария                         | 1:1                              | —                                | Товарищеский матч                |
| 19                               | 25 сентября 1991                 | Фарерские острова                | 4:0                              | —                                | Чемпионат Европы 1992 (отбор)    |
| 20                               | 9 октября 1991                   | Австрия                          | 3:0                              | —                                | Чемпионат Европы 1992 (отбор)    |
| 21                               | 13 ноября 1991                   | Северная Ирландия                | 2:1                              | —                                | Чемпионат Европы 1992 (отбор)    |
| 22                               | 8 апреля 1992                    | Турция                           | 1:2                              | 1                                | Товарищеский матч                |
| 23                               | 29 апреля 1992                   | Норвегия                         | 1:0                              | 1                                | Товарищеский матч                |
| 24                               | 17 июня 1992                     | Франция                          | 2:1                              | 1                                | Чемпионат Европы 1992            |
| 25                               | 22 июня 1992                     | Нидерланды                       | 2:2 (5:4 пен.)                   | —                                | Чемпионат Европы 1992            |
| 26                               | 26 августа 1992                  | Латвия                           | 0:0                              | —                                | Чемпионат мира 1994 (отбор)      |
| 27                               | 9 сентября 1992                  | Германия                         | 1:2                              | 1                                | Товарищеский матч                |
| 28                               | 23 сентября 1992                 | Литва                            | 0:0                              | —                                | Чемпионат мира 1994 (отбор)      |
| 29                               | 18 ноября 1992                   | Северная Ирландия                | 1:0                              | —                                | Чемпионат мира 1994 (отбор)      |
| 30                               | 30 января 1993                   | США                              | 2:2                              | —                                | Товарищеский матч                |
| 31                               | 24 февраля 1993                  | Аргентина                        | 1:1 (4:5 пен.)                   | —                                | Кубок Артемио Франки 1993        |
| 32                               | 31 марта 1993                    | Испания                          | 1:0                              | —                                | Чемпионат мира 1994 (отбор)      |
| 33                               | 14 апреля 1993                   | Латвия                           | 2:0                              | —                                | Чемпионат мира 1994 (отбор)      |
| 34                               | 28 апреля 1993                   | Ирландия                         | 1:1                              | —                                | Чемпионат мира 1994 (отбор)      |

Итого: 34 матча / 13 голов; 15 побед, 11 ничьих, 8 поражений.